# NGC 4841
NGC 4841 est une paire de vastes galaxies ellitiques située dans la constellation de la Chevelure de Bérénice. Cette paire de galaxies a été découverte par l'astronome germano-britannique William Herschel en 1785.
La galaxie au nord est UGC 8073 et celle au sud est UGC 8072. Elles sont aussi désignées respectivement par NGC 4841B et par NGC 4841A par la base de données NASA/IPAC. La vitesse d'UGC 8073 par rapport au fond diffus cosmologique est de 6 525 ± 29 km/s, ce qui correspond à une distance de Hubble de 96,3 ± 6,7 Mpc (∼314 millions d'al) et celle d'UGC 8072 est de 7 034 ± 19 km/s, ce qui correspond à une distance de Hubble de 103,7 ± 7,3 Mpc (∼338 millions d'al).
La distance entre ces deux galaxies pourrait donc être supérieure à 20 millions d'années-lumière et il se pourrait que ce soit une paire optique de galaxies due à un alignement fortuit. Mais, en tenant compte des incertitudes sur les distances, il se pourrait aussi que ce soit une paire physique de galaxies, bien qu'aucune déformation ne soit visible sur l'image obtenue des données du relevé SDSS.
À ce jour, six mesures non basées sur le décalage vers le rouge (redshift) ont été effectuées pour UGC 8073 et trois pour UGC 8072. Les distances obtenues sont respectivement de 105,683 ± 22,835 Mpc (∼345 millions d'al) et de 85,600 ± 19,967 Mpc (∼279 millions d'al). Ces deux ensembles de mesures sont cohérents avec les distances de Hubble, mais on remarque ici que c'est maintenant la distance d'UGC 8072 qui est nettement inférieure à celle d'UGC 8073. Cependant, la différence entre ces deux distances suggère une fois de plus que ces deux galaxies forment un couple optique, mais qu'elles pourraient aussi former un couple physique en raison des incertitudes reliées à ces distances.
Selon la base de données Simbad, NGC 4841 (identifié à la seule galaxie au sud, UGC 8072) est une galaxie LINER, c'est-à-dire une galaxie dont le noyau présente un spectre d'émission caractérisé par de larges raies d'atomes faiblement ionisés.
La galaxie UCC 8073 au nord est indiquée par N : dans l'encadré et UGC 8072 au sud par S:. Lorsqu'il n'y a qu'une donnée, elle s'applique aux deux galaxies.

## Groupe de NGC 4889
NGC 4841 fait partie du groupe de NGC 4889, la galaxie la plus brillante de ce groupe. Ce groupe de galaxies compte au moins 18 membres. Les autres galaxies du groupe sont NGC 4789, NGC 4807, NGC 4816, NGC 4819, NGC 4827, NGC 4839, NGC 4848, NGC 4853, NGC 4874, NGC 4889, NGC 4895, NGC 4911, NGC 4926, NGC 4944, NGC 4966, NGC 4841A et UGC 8017 (noté 1250+2839 dans l'article de Mahtessian pour CGCG 1250.4+2839).
La galaxie NGC 4841A de la liste est habituellement identifié par les sources consultées à la plus grosse galaxie (UGC 8072) situé au sud et certaines sources comme la base de données Simbad identifie cette galaxie comme étant NGC 4841. Malheureusement, Mahtessian ne donne qu'une désignation par galaxie dans son article, mais on peut supposer que NGC 4841A est UGC 8073.
La désignation DRCG 27-239 est utilisée par Wolfgang Steinicke pour indiquer que ces galaxies figurent au catalogue des amas galactiques d'Alan Dressler. Les nombres 27 et 239 indiquent respectivement que c'est le 27e amas de la liste, soit Abell 1656 (l'amas de la Chevelure de Bérénice), et la 239e galaxie de cet amas. Cette même galaxie est aussi désignée par ABELL 1656:[D80] 239 par la base de données NASA/IPAC, ce qui est équivalent. Il n'y a qu'une entrée dans le catalogue de Dressler et elle indique que NGC 4841 est une galaxie elliptique de type E.